# Isidudu
L'isidudu, connu également sous le nom de pap ou phutu, est un plat de cuisine traditionnelle d'Afrique australe, qui combine du maïs moulu avec de la citrouille et des haricots. 
Au Zimbabwe, l'isidudu est une bouillie épaisse à base de feuilles de citrouille et d'arachides moulues, également appelée beurre d'arachide. Ce plat populaire est apprécié pour ses qualités riches en nutriments.C'est un petit-déjeuner courant dans les foyers xhosa et zoulous, servi avec du sucre et du lait. Certaines recettes préfèrent le vinaigre blanc ou brun et le sucre ou le beurre, le beurre de cacahuète et le sucre. Parfois, le maïs moulu est fermenté pour lui donner un goût aigre.
L'isidudu est aussi une bouillie préparée pour le petit-déjeuner d'Afrique du Sud, généralement concoctée avec de la farine de maïs aigre, du chou au curry, de la citrouille et de la viande. L'isidudu est généralement servi avec une variété de ragoûts et de soupes.